# Бёрк, Кэти
Кэ́трин Лю́си Бри́джит «Кэ́ти» Бёрк (англ. Katherine Lucy Bridget "Kathy" Burke; род. 13 июня 1964, Лондон) — британская актриса, сценаристка, театральный режиссёр, телережиссёр. Наиболее известна ролями в английском ситкоме «Gimme Gimme Gimme» (Линда), фильме «Кевин и Перри уделывают всех» (Перри) и в режиссёрском дебюте Гэри Олдмена «Не глотать» (Валери). Лауреат Каннского кинофестиваля и Премии британского независимого кино в номинации «Лучшая актриса». Также имеет несколько номинаций British Comedy Awards и премии BAFTA.

## Биография
Кэти Бёрк родилась 13 июня 1964 года в лондонском районе Излингтон. Её мать Бриджит умерла от рака груди, когда Кэти было 18 месяцев, и её несколько лет воспитывали соседи, жившие напротив. В шесть лет девочка вернулась в семью к отцу Патрику и двум старшим братьям, Джону и Барри. Отец-строитель часто был без работы и становился жестоким, когда напивался. Кэти помирилась с ним лишь незадолго до того, как он скончался от рака предстательной железы в 1985 году.
Ходила в школу Maria Fidelis RC Convent School. В 16 лет пошла на бесплатные курсы актёрского мастерства при местном театре Анны Шер.

## Карьера
Если не считать нескольких небольших эпизодов в телесериалах, впервые Бёрк появилась на экране в фильме «Скребки» 1983 года шведского режиссёра Май Сеттерлинг.
Также она выступала на театральной сцене, например, в постановке «Saved» (1983) режиссёра Эдварда Бонда.
В 1987 году после эпизодичной роли в фильме «Сид и Нэнси» снялась у Алекса Кокса ещё в двух фильмах: «Прямо в ад» и «Уолкер».
В 1990 году она поставила свою первую пьесу, мрачно-юмористического «Мистера Томаса» (англ. Mr Thomas), которую написала в возрасте 22-х лет, с участием старого друга Рэя Уинстона в главной роли, в театре «Old Red Lion» в Излингтоне.
Позже Бёрк широко стала знакома телевизионной аудитории как исполнитель небольших ролей в скетч-шоу более известных комедийных актёров, таких как Гарри Энфилд, Дон Френч и Дженнифер Саундерс.
В 1990-х Бёрк сочетает игру комических персонажей в комедийных ТВ-шоу, как «Harry Enfield’s Television Programme», «French & Saunders», и серьёзные драматические роли, такие как инвалид Марта в фильме «Девственницы мистера Ро», в котором ей пришлось даже раздеться и за который она получила в 1994 году премию Royal Television Society Award, или в пьесе It’s a Great Big Shame! Майка Ли.
Ещё в 1983 году Бёрк познакомилась с Гэри Олдменом, когда Майк Ли нанял её за £30 быть «консультантом по скинхэдам» на съёмках фильма «Тем временем». Позже они ещё раз встретились на съёмках фильма «Сид и Нэнси». И когда Гэри Олдмен решил снять фильм по собственному сценарию «Не глотать», то он решил позвать именно её на главную роль на пару вместе с их общим старым знакомым Рэем Уинстоном. Роль Валери привлекла внимание к Кэти Бёрк и принесла ей успех. Бёрк выиграла серебряную премию Каннского кинофестиваля 1997 года в номинации «Лучшая женская роль», приз Премии британского независимого кино в 1998 году. «Я ждала всю мою карьеру сделать такой фильм, как этот. Это был удивительный опыт. Я сделала пару фильмов после этого, но они никогда не имели такого же ощущения», — признавалась она позже.
С тех пор, как Бёрк появилась в роли озабоченного подростка Перри в фильме «Кевин и Перри уделывают всех» (2000) и Линды Ла Хьюз в комедийном сериале Gimme Gimme Gimme (1999—2001), она была три раза номинирована на British Comedy Awards (выиграла одну), два раза на BAFTA TV Awards и на National Television Awards.
В 2000 году Кэти Бёрк появилась в известном фильме «Лондонские псы», в 2003 году она попала в список газеты The Observer как одна из 50 самых смешных британских актрис.
Начиная с 2001 года, Бёрк почти перестала сниматься, объясняя это тем, что актёрская игра больше не приносит ей никакой радости: «У меня нет такого же чувства в моем животе… его просто там больше нет».
Тем не менее, Кэти Бёрк иногда участвует в озвучке (реклама йогурта в Великобритании, анимационный фильм «Смывайся!» (2006). Она также появилась в 2007 году в шоу Christmas Special of The Catherine Tate Show в роли дочери Нэн.
В 2007 году Кэти Бёрк подхватила кишечную инфекцию пока находилась в больнице для операции на надпочечниках и три раза пережила клиническую смерть. В конце концов ей успешно удалось вернуться к режиссуре пьесы Dying for It в театре Almeida.
В 2009 году Кэти Бёрк попробовала себя в качестве телевизионного режиссёра на канале BBC 3, сняв 6 эпизодов скетч-шоу «Хорн и Корден» с Мэтью Хорном и Джеймсом Корденом в главных ролях.
В 2010 году Бёрк сняла короткометражный автобиографический фильм «Лучше, чем Рождество» для комедийного сборника «Маленькие взломщики». Сама Бёрк сыграла монахиню.
В 2011 году Бёрк сыграла Конни Сакс в фильме «Шпион, выйди вон!», экранизации одноимённого романа Джона Ле Карре.

## Фильмография
| Год       |     | Русское название               | Оригинальное название                                             | Роль             |
| --------- | --- | ------------------------------ | ----------------------------------------------------------------- | ---------------- |
| 1983      | ф   | Скребки                        | Scrubbers                                                         | Гленнис          |
| 1983      | с   |                                | The Nation's Health                                               | пациент Бренда   |
| 1983      | ф   | Вечно молодой                  | Forever Young                                                     | девушка          |
| 1985      | тф  |                                | Past Caring                                                       | Энджи            |
| 1986      | с   | Очень специфичная практика     | A Very Peculiar Practice                                          | Алиса            |
| 1986      | ф   | Сид и Нэнси                    | Sid and Nancy                                                     | Бренда Уиндзор   |
| 1987      | ф   | Прямо в ад                     | Straight to Hell                                                  | Сабрина          |
| 1987      | ф   | Уолкер                         | Walker                                                            | Энни Мэй         |
| 1987      | ф   |                                | Eat the Rich                                                      | Кэти             |
| 1987      | ф   | Мы вдвоём                      | Two of Us                                                         | Вера             |
| 1990—1992 | с   | Шоу Гарри Энфилда              | Harry Enfield's Television Programme                              | Вайнетта Слоб    |
| 1993      | ф   | Девственницы мистера Ро        | Mr. Wroe's Virgins                                                | Марта            |
| 1994      | с   |                                | Screen Two                                                        | Дебби            |
| 1994—1997 | с   | Гарри Энфилд и приятели        | Harry Enfield and Chums                                           | разные персонажи |
| 1995      | кор | Привет, привет, привет         | Hello, Hello, Hello                                               |                  |
| 1997      | ф   | Не глотать                     | Nil by Mouth                                                      | Валери           |
| 1997      | тф  | История Тома Джонса, найдёныша | The History of Tom Jones, a Foundling                             | Honour           |
| 1998      | ф   | Елизавета                      | Elizabeth                                                         | Мария I Тюдор    |
| 1998      | тф  | Тед и Ральф                    | Ted & Ralph                                                       | миссис Тед       |
| 1999—2001 | с   |                                | Gimme Gimme Gimme                                                 | Линда Ла Хьюз    |
| 2000      | ф   | Лондонские псы                 | Love, Honour and Obey                                             | Кэти             |
| 2000      | ф   | Кевин и Перри уделывают всех   | Kevin & Perry Go Large                                            | Перри            |
| 2001      | тф  |                                | Harry Enfield Presents Wayne and Waynetta's Guide to Wedded Bliss | Вайнетта         |
| 2001      | тф  |                                | Comic Relief: Say Pants to Poverty                                | Линда Ла Хьюз    |
| 2001      | ф   | Ласточки                       | The Martins                                                       | Энджи Мартин     |
| 2002      | ф   | Однажды в Средней Англии       | Once Upon a Time in the Midlands                                  | Кэрол            |
| 2002      | ф   | Анита и я                      | Anita and Me                                                      | миссис Руттер    |
| 2005      | тф  | Двадцать тысяч улиц под небом  | Twenty Thousand Streets Under the Sky                             | хозяйка          |
| 2007      | с   |                                | The Catherine Tate Show                                           | дочь Нэн         |
| 2007      | с   |                                | A Bucket o' French & Saunders                                     |                  |
| 2007      | с   |                                | Comedy Showcase                                                   | Дева Мария       |
| 2010      | ф   | Прямо в ад: Возвращение        | Straight to Hell Returns                                          | Сабрина          |
| 2010      | с   |                                | Little Crackers                                                   | няня             |
| 2011      | кор |                                | Bertie Crisp                                                      | Грэйс Крисп      |
| 2011      | ф   | Шпион, выйди вон!              | Tinker Tailor Soldier Spy                                         | Конни Сакс       |
| 2012      | с   | Гуляли, болтали                | Walking and Talking                                               | злая няня        |
| 2013      | с   |                                | Psychobitches                                                     | Мона Лиза        |
| 2015      | ф   | Пэн: Путешествие в Нетландию   | Pan                                                               | матушка Барнабас |
| 2016      | ф   | Просто потрясающе              | Absolutely Fabulous: The Movie                                    | Магда            |
| 2016      | с   | Сожители                       | Crashing                                                          | тётя Глэдис      |

## Роли в театре
- «Lill» — «Amongst Barbarians» Майкл Уолл[англ.] (Royal Exchange, Manchester, 1989).
- «Ellie» — «Four Door Saloon» (Hampstead Theatre, 1991).
- «It’s a Great Big Shame!» Майк Ли (Theatre Royal Stratford East, 1993).
- «Toinette» — «The Hypochondriac» Мольер (Cambridge Theatre Company, 2000).
- «Teresa» — «The Crackwalker» Джудит Томпсон[англ.] (The Gate Theatre, 2001)[5].

### Режиссёр
- «Mr Thomas» (собственная пьеса) (Old Red Lion, 1990).
- «Boom Bang-a-Bang» Джонатана Харви (Bush Theatre, 1995).
- «Out in the Open» Джонатана Харви (Hampstead Theatre, 2001).
- «Kosher Harry» Ника Гроссо[англ.] (Ройал-Корт, 2002).
- «Betty» Карен МакЛахлен (Vaudeville Theatre, 2002).
- «Born Bad» Дебби Такер Грин (Hampstead Theatre, 2003).
- «The Quare Fellow» Брендана Биэна (2004, 2005).
- «Love Me Tonight» Ника Стаффорда[англ.] (Hampstead Theatre, 2004).
- «Blue/Orange» Джо Пенхалла[англ.] (2005).
- «The God of Hell» Сэма Шепарда (2005).
- «Smaller» Кармела Моргана[англ.] (2006).
- «Dying for It» Мойры Буффини[англ.] (Almeida Theatre, 2007)[6].

## Награды
- 1994 Royal Television Society Award — Лучшая актриса — «Mr. Wroe’s Virgins»
- 1997 Каннский кинофестиваль — Лучшая актриса — «Не глотать»
- 1998 Премия британского независимого кино — Лучшая игра британской актрисы в независимом фильме — «Не глотать»
- 2002 British Comedy Awards — Лучшая комедийная актриса — «Gimme Gimme Gimme»

### Номинации
- 1998 BAFTA Film Awards — Лучшая игра актрисы в главной роли — «Не глотать»
- 1998 BAFTA TV Awards — Лучшая актриса — «The History of Tom Jones, a Foundling»
- 1998 BAFTA TV Awards — Best Light Entertainment Performance — «Harry Enfield and Chums»
- 1999 BAFTA TV Awards — Best Light Entertainment Performance — «Harry Enfield’s Yule Log Chums»
- 1999 British Comedy Awards — Лучшая комедийная телевизионная актриса — «Gimme Gimme Gimme»
- 2000 British Comedy Awards — Лучшая комедийная телевизионная актриса — «Gimme Gimme Gimme»
- 2001 BAFTA TV Awards — Лучшее комедийное исполнение — «Gimme Gimme Gimme»
- 2002 BAFTA TV Awards — Лучшее комедийное исполнение — «Gimme Gimme Gimme»
- 2011 Премия британского независимого кино — Лучшая актриса второго плана — «Шпион, выйди вон!»[7].